# Брунеј
Брунеј (малајс. Brunei), званично Брунеј Дарусалам (малајс. Negara Brunei Darussalam), држава је у југоисточној Азији. Налази се на северу острва Борнео, на обали Јужног кинеског мора. На копну се граничи с Малезијом. Источни округ Брунеја, Тембуронг, је енклава одвојена од остатка земље малезијском територијом. То је једина суверена држава чија територија се налази у потпуности на острву Борнео, а остатак острва припада Индонезији и Малезији. Број становника је око 400.000 (јул 2010). Влада је апсолутна монархија под султаном која проводи шеријатски закон и усмерава исламске праксе. Клима у земљи је екваторска, а обележавају је високе температуре и доста падавина. Економским растом током 1970-их и 1990-их, у просеку од 56% од 1999. до 2008. године, Брунеј се трансформисао у новоиндустријализоване државе.

## Историја
Историја Брунеја пре доласка Европљана је мало позната. На острву Борнеу је у 7. веку постојала држава Виџајапура која је била вазална држава моћне државе Шривиџаја на Суматри и Малајском полуострву. Од 10. века је постојала држава По-ни која је у 14. веку вазална држава с државом Маџапахит на острву Јави. У то доба је на Борнеу био раширен хиндуизам. У 15. веку јак утицај на Борнеу има исламско краљевство Малака на Малајском полуострву одакле се на Борнеу шири ислам.
Године 1363, је Мухамед Шах основао султанат Брунеј и постао први султан. У 15. веку је султанат ојачао, те је имао север Борнеа и острва Сулу. Почетком 16. века су Португалци заузели Малаку и основали трговачко средиште. Брунеј је био значајна трговачка сила између Кине, индонезијских острва богатим зачинима и Португалаца у Малаки. У то доба је владао султан Болкиах чија владавина се сматра златним добом Брунеја. 1521. године чланови Магеланове експедиције били су први Европљани који су посетили Брунеј и описали његово богатство. Брунеј је дошао у сукоб са Шпанцима који су ширили свој колонијални посед на Филипинима. 1578. године Шпанци су заузели и разорили главни град Брунеја и тамо владали 72 дана, али су ипак протерани упркос слабијој снази Брунеја. Након тога је опала привредна моћ Брунеја.
У 19. веку јача британски колонијални утицај. 1839. године избила је побуна на територији Саравак. Британци су у почетку помогли султану против побуњеника, али су заузврат добили контролу над Сараваком који је 1843. године прогласио независност под британском управом. Британци су 1846. године напали Брунеј и постигли повољан трговачки споразум. 1888. године је султан Хашим Џалилул Алам Акамадин склопио споразум с Британцима којим Брунеј постаје британски протекторат с унутрашњом самоуправом.
Године 1929. је откривена нафта. Током Другог светског рата Брунеј је био под јапанском окупацијом. 1959. године донесен је устав који Брунеју даје широку аутономију. 1963. године су суседне британске колоније на Борнеу, Сабах и Саравак, постале део независне Малезије. У Брунеју се појавио покрет који је тражио прикључење Малезији, али је султан то одбио и најавио да ће од Британаца тражити пуну независност. То је постигнуто тек 1. јануара 1984. године када је Брунеј постао независна држава, али је остао унутар Комонвелта.

## Географија
Брунеј је држава у југоисточној Азији која се састоји од два територијално одвојена дела укупне површине 5.765 квадратних километара на острву Борнео. Излази на Јужно кинеско море и обухвата обалу у дужини од 161 километра. Једину копнену границу дели са Малезијом и то у дужини од 381 километара. Поседује 500 квадратних километара територијалних вода и ексклузивну економску зону од 200 наутичких миља.
Око 97% становништва живи у већем западном делу (Белаит, Тутонг и Брунеј-Муара), док само око 10.000 људи живи у претежно планинском источном делу (област Тембуронг). Године 2010, укупну популација Брунеја чинило је око 408.000 становника, од чега је око 150.000 њих живело у главном граду Бандар Сери Бегаван. Други већи градови су лучки град Муара, град за производњу нафте Серија и суседни град Куала Белаит. У округу Белаит, област Панага, живи већи број европских исељеника, махом због присуства британске нафтне компаније Ројал Дач Шел плц и припадника британске војске.

### Клима
| Клима Бандар Сери Бегаван (Брунејски аеродром)                                                                  | Клима Бандар Сери Бегаван (Брунејски аеродром) | Клима Бандар Сери Бегаван (Брунејски аеродром) | Клима Бандар Сери Бегаван (Брунејски аеродром) | Клима Бандар Сери Бегаван (Брунејски аеродром) | Клима Бандар Сери Бегаван (Брунејски аеродром) | Клима Бандар Сери Бегаван (Брунејски аеродром) | Клима Бандар Сери Бегаван (Брунејски аеродром) | Клима Бандар Сери Бегаван (Брунејски аеродром) | Клима Бандар Сери Бегаван (Брунејски аеродром) | Клима Бандар Сери Бегаван (Брунејски аеродром) | Клима Бандар Сери Бегаван (Брунејски аеродром) | Клима Бандар Сери Бегаван (Брунејски аеродром) | Клима Бандар Сери Бегаван (Брунејски аеродром) |
| Показатељ \ Месец                                                                                               | .Јан.                                          | .Феб.                                          | .Мар.                                          | .Апр.                                          | .Мај.                                          | .Јун.                                          | .Јул.                                          | .Авг.                                          | .Сеп.                                          | .Окт.                                          | .Нов.                                          | .Дец.                                          | .Год.                                          |
| --- | ---------------------------------------------- | ---------------------------------------------- | ---------------------------------------------- | ---------------------------------------------- | ---------------------------------------------- | ---------------------------------------------- | ---------------------------------------------- | ---------------------------------------------- | ---------------------------------------------- | ---------------------------------------------- | ---------------------------------------------- | ---------------------------------------------- | ---------------------------------------------- |
| Апсолутни максимум, °C (°F)                                                                                     | 34,1 (93,4)                                    | 35,3 (95,5)                                    | 38,3 (100,9)                                   | 37,6 (99,7)                                    | 36,4 (97,5)                                    | 36,2 (97,2)                                    | 36,2 (97,2)                                    | 37,6 (99,7)                                    | 36,0 (96,8)                                    | 35,3 (95,5)                                    | 34,9 (94,8)                                    | 36,2 (97,2)                                    | 38,3 (100,9)                                   |
| Максимум, °C (°F)                                                                                               | 30,4 (86,7)                                    | 30,7 (87,3)                                    | 31,9 (89,4)                                    | 32,5 (90,5)                                    | 32,6 (90,7)                                    | 32,5 (90,5)                                    | 32,3 (90,1)                                    | 32,4 (90,3)                                    | 32,0 (89,6)                                    | 31,6 (88,9)                                    | 31,4 (88,5)                                    | 31,0 (87,8)                                    | 31,8 (89,2)                                    |
| Минимум, °C (°F)                                                                                                | 23,3 (73,9)                                    | 23,3 (73,9)                                    | 23,5 (74,3)                                    | 23,7 (74,7)                                    | 23,7 (74,7)                                    | 23,4 (74,1)                                    | 23,0 (73,4)                                    | 23,1 (73,6)                                    | 23,1 (73,6)                                    | 23,2 (73,8)                                    | 23,2 (73,8)                                    | 23,2 (73,8)                                    | 23,3 (73,9)                                    |
| Апсолутни минимум, °C (°F)                                                                                      | 18,4 (65,1)                                    | 18,9 (66)                                      | 19,4 (66,9)                                    | 20,5 (68,9)                                    | 20,3 (68,5)                                    | 19,2 (66,6)                                    | 19,1 (66,4)                                    | 19,4 (66,9)                                    | 19,6 (67,3)                                    | 20,5 (68,9)                                    | 18,8 (65,8)                                    | 19,5 (67,1)                                    | 18,4 (65,1)                                    |
| Количина кише, mm (in)                                                                                          | 292,6 (11,52)                                  | 158,9 (6,256)                                  | 118,7 (4,673)                                  | 189,4 (7,457)                                  | 234,9 (9,248)                                  | 210,1 (8,272)                                  | 225,9 (8,894)                                  | 226,6 (8,921)                                  | 264,4 (10,409)                                 | 312,3 (12,295)                                 | 339,9 (13,382)                                 | 339,6 (13,37)                                  | 2.913,3 (114,697)                              |
| Дани са кишом                                                                                                   | 16                                             | 12                                             | 11                                             | 16                                             | 18                                             | 16                                             | 16                                             | 16                                             | 19                                             | 21                                             | 23                                             | 21                                             | 205                                            |
| Релативна влажност, %                                                                                           | 86                                             | 85                                             | 84                                             | 84                                             | 85                                             | 84                                             | 84                                             | 83                                             | 84                                             | 85                                             | 86                                             | 86                                             | 85                                             |
| Сунчани сати — месечни просек                                                                                   | 196                                            | 191                                            | 225                                            | 239                                            | 236                                            | 210                                            | 222                                            | 218                                            | 199                                            | 206                                            | 205                                            | 211                                            | 2.558                                          |
| Извор #1: Светска метеоролошка организација, Deutscher Wetterdienst (екстреми, 1971–2012 и влажност, 1972–1990) |                                                |                                                |                                                |                                                |                                                |                                                |                                                |                                                |                                                |                                                |                                                |                                                |                                                |
| Извор #2: NOAA (sun, 1961–1990)                                                                                 |                                                |                                                |                                                |                                                |                                                |                                                |                                                |                                                |                                                |                                                |                                                |                                                |                                                |

## Становништво
Становништво Брунеја је у јулу 2013. године био 417.784 становника од чега 76% живи у урбаним срединама. Стопа урбанизације се процењује 2,13% годишње од 2010. до 2015. године, а просечан животни век је 77,7 година. У 2014. години, 65,7% становништва су били Малајци, 10,3% Кинези, 3,4% домороци, а 20,6% чине мање етничке групе. Званични језик Брунеја је малајски. Министарство културе, омладине и спорта подржава употребу језика у Брунеју.

### Језик
Главни говорни језик је брунејски малајски. Брунејски малајски се прилично разликује од стандардног малајског, али и од остатка малајских дијалекта. Брунејски малајски језик је сродан са стандардним малајским језиком око 84% што га чини неразумљивим са малајским.
Енглески и кинески се такође говоре. Енглески језик се користи у послу, али и као језик из основном у високом образовању. У држави је релативно велика страна заједница.
Већина исељеника долазе из немуслиманских земаља као што су Аустралија, Уједињено Краљевство, Јужна Кореја, Јапан, Филипини, Тајланд, Камбоџа и Индија.
Остали језици и дијалекти који се говоре укључују арапски, кедајански малајски, тутонг малајски, мурут и дусун језик.

### Религија
Међу свима религијама, сунитски ислам је доминантан. 67% становништва је исламско. Међутим друге религије имају значајно упориште у Брунеју. 13% становништва су будисти, а 10% су хришћани. Преосталих 10% припадају разним религијама укључујући и домородачке религије.
Ислам је државна религија Брунеја, али слобода вероисповести је загарантована.

## Државно уређење и међународни односи
Од 1959. године Брунеј је парламентарна монархија, али заправо султан има веће законодавне и извршне власти, па Брунеј можемо звати апсолутистичком монархијом. Постоји Законодавни савет од 20 чланова које има саветодавни карактер, али све законе доноси султан. Султан је истовремено шеф државе и председник владе. Актуелни султан, Падука Сери Багинда Султан Хаџи Хасанал Болкијах Му'изадин Вадаулах (скраћено Хасанал Болкиах), влада од 1967. године и сматра се најбогатијим владаром и једним од најбогатијих људи на свету.
Брунеј је пуноправан члан Уједињених нација, Британског Комонвелта нација, Асоцијације нација Југоисточне Азије (АСЕАН), Светске трговинске организације, Азијско-пацифичког форума за сарадњу те Организације исламске конференције.

## Административна подела
Брунеј је подељен у 4 округа и 38 подокруга

## Привреда
Производња нафте и гаса главна је привредна активност Брунеја. БДП по глави становника је значајно виши од просека регије, али привреда Брунеја је осетљива је на флуктуације на светском тржишту нафте.
Што се тиче пољопривреде гаје се пиринач, маниока, банане, ананас. Развијен је и риболов.